# Salome Surabischwili

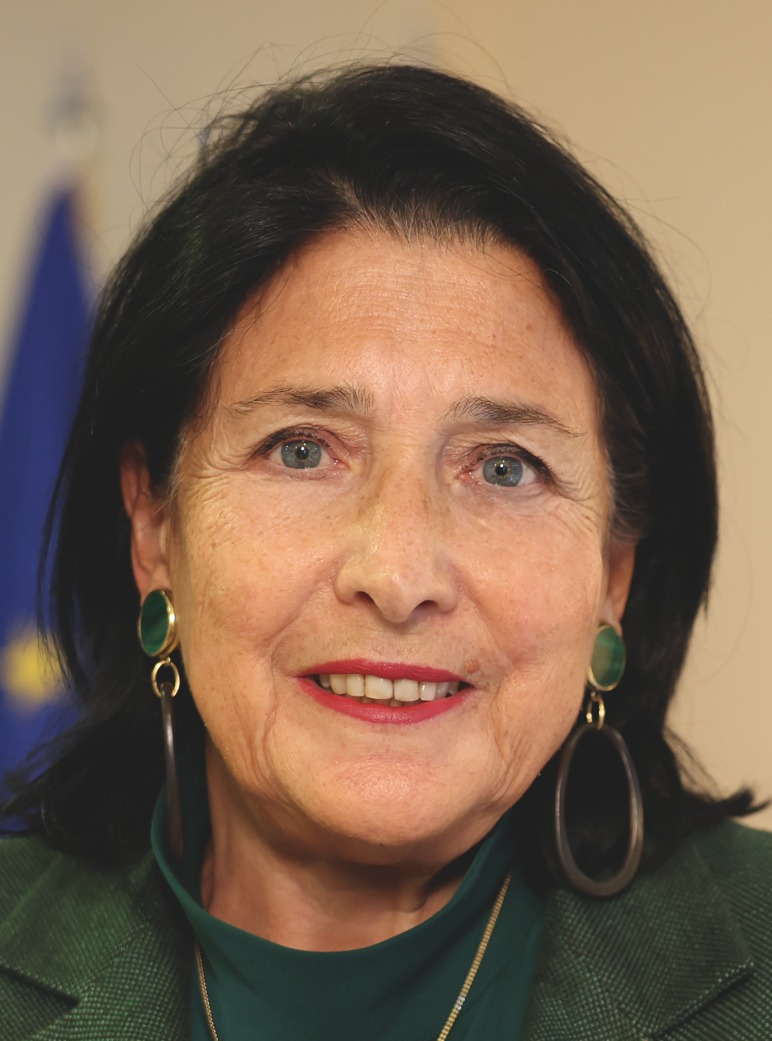
Salome Surabischwili (2024)

Salome Surabischwili (georgisch სალომე ზურაბიშვილი französisch Salomé Zourabichvili; * 18. März 1952 in Paris) ist eine georgisch-französische Politikerin. Unterstützt von der Regierungspartei Georgischer Traum wurde sie als unabhängige Kandidatin im November 2018 als erste Frau zur Präsidentin Georgiens gewählt. Zuvor war die Diplomatin von März 2004 bis Oktober 2005 georgische Außenministerin. Im März 2006 initiierte sie die Gründung einer Oppositionspartei. Im Schattenkabinett des Präsidentschaftskandidaten Lewan Gatschetschiladse war sie als Ministerpräsidentin vorgesehen.

## Leben und Karriere

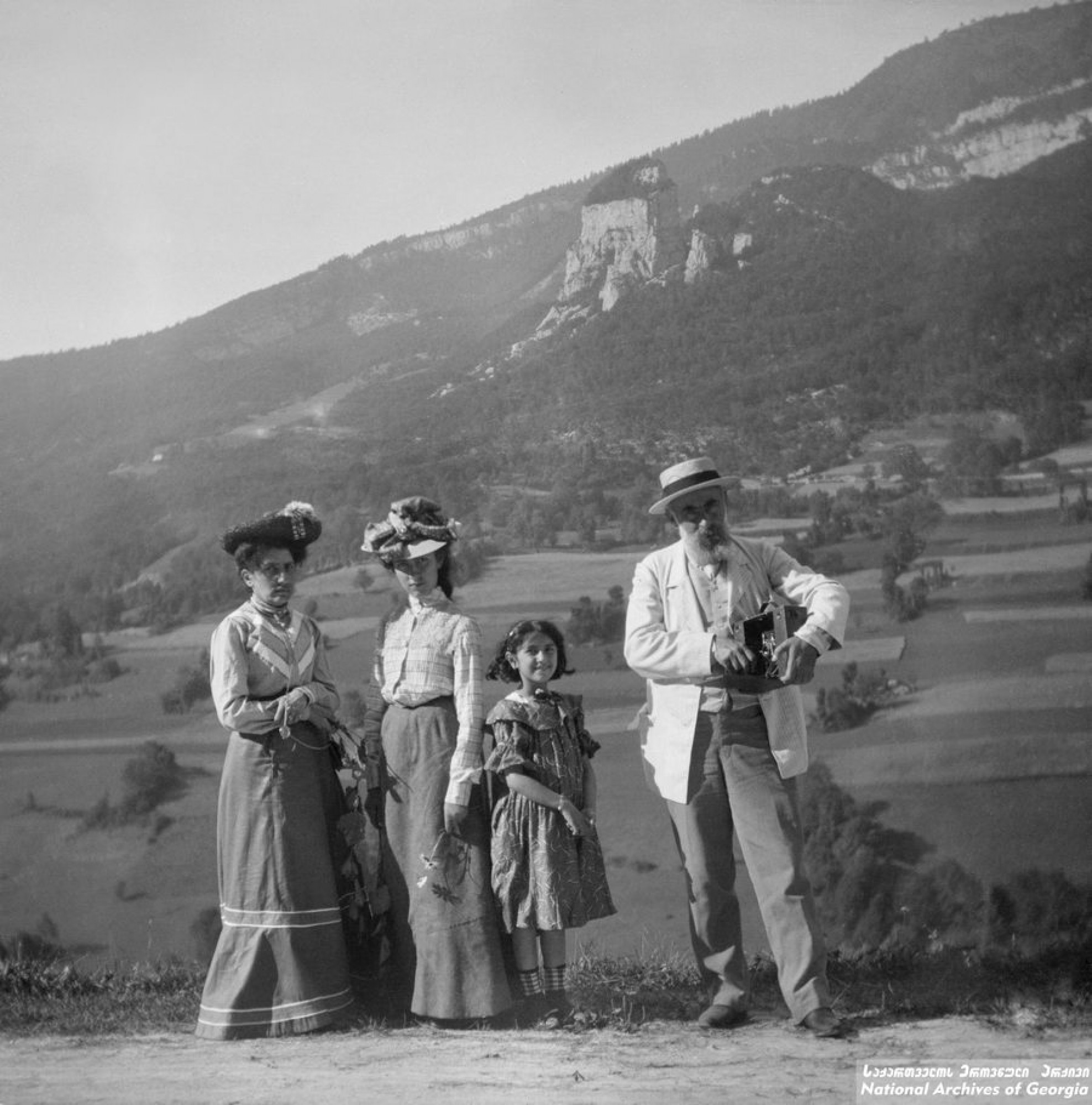
Surabischwilis Urgroßeltern Olga Guramishvili-Nikoladze und Niko Nikoladze mit ihren Töchtern Rusudan und Tamar in Allèves (Savoyen/Frankreich), 1902

Surabischwili wurde in Paris geboren, ihre Familie war nach der Februarrevolution 1917 vor der sowjetrussischen Roten Armee nach Frankreich geflohen. Ihr Vater Levan Surabischwili war in Frankreich der Vorsitzende der Association Géorgienne de France (AGF) und Gründer einer georgisch-orthodoxen Kirche in Paris, der Sainte-Nino de Paris. Er ist der Enkel mütterlicherseits von Aznauri Niko Nikoladse (1843–1928), einem Politiker der Nationaldemokratischen Partei und einflussreichen Führer der liberalen Intelligenzija Georgiens, der während des Russischen Kaiserreiches zum georgischen Adel gehörte. Niko Nikoladse war ein Mitstreiter des georgischen Nationaldichters Ilia Tschawtschawadse. Ihre Mutter, Zeinab Kedia, war die Tochter von Melchizedek „Meki“ Kedia (1878–1945), Chef des Geheimdienstes in der Regierung der Demokratischen Republik Georgien (DRG 1918–1921) und Genosse von Noe Ramischwili.
Sie schloss 1972 ein Studium am renommierten Institut für Politische Wissenschaften in Paris und 1973 ein Aufbaustudium bei Zbigniew Brzeziński an der Columbia University in New York City ab.

### Französische Diplomatin
1974 trat sie in den diplomatischen Dienst Frankreichs ein und vertrat ihr Land in den Vereinigten Staaten, Italien, im Tschad, bei der UNO in New York City, der NATO in Brüssel und der OSZE in Wien. Von 2001 bis 2003 war sie Leiterin der Abteilung für internationale und strategische Angelegenheiten beim französischen Generalsekretär für Nationale Verteidigung. Im November 2003 wurde sie Botschafterin Frankreichs in Tiflis.
Surabischwili besuchte Georgien erstmals 1986.

### Georgische Außenministerin

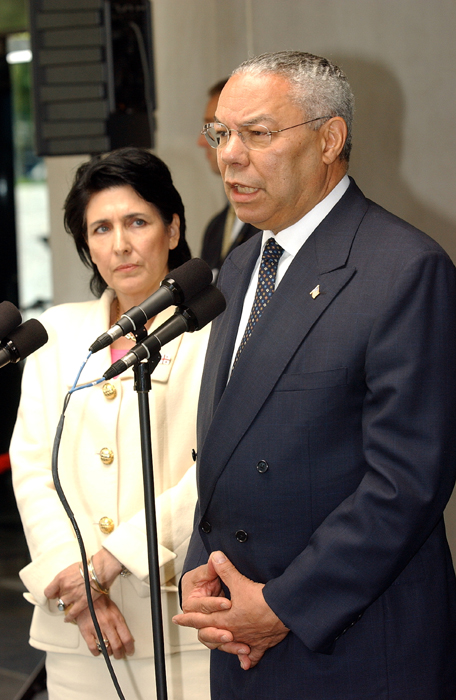
Surabischwili mit dem damaligen US-Außenminister Colin Powell (2004)

Bei seinem Frankreichbesuch am 8. März 2004 bat der georgische Präsident Micheil Saakaschwili Frankreichs Staatspräsident Jacques Chirac, die Diplomatin für das Amt der georgischen Außenministerin freizustellen. Chirac willigte ein, Surabischwili trat im gleichen Monat ihr Amt an und erhielt zusätzlich zu ihrer französischen die georgische Staatsbürgerschaft.
Surabischwili wollte das georgische Außenministerium im europäischen Stil aufbauen und Georgien bis spätestens 2008 für den Beitritt zur Europäischen Union vorbereiten. Sie erhielt vom Präsidenten freie Hand bei der Auswahl ihrer Mitarbeiter und ergriff scharfe Maßnahmen gegen Korruption in der Visa- und Passabteilung. Im Mai 2005 handelte sie in Moskau einen Abzugsplan für die in Georgien stationierte Gruppe der russischen Streitkräfte in Transkaukasien bis 2008 aus.
Der Versuch, die mächtigen vom Parlament gewählten Botschafter zu kontrollieren, scheiterte. Surabischwili machte sich damit Feinde in den Auslandsvertretungen und in der Fraktion der Regierungspartei im Parlament. Als ihre Intimfeindin galt schließlich Parlamentspräsidentin Nino Burdschanadse, die sich als wichtigste Frau im Staate von der Außenministerin zurückgesetzt gefühlt haben soll.
Burdschanadse forderte am 17. Oktober 2005 Surabischwilis Rücktritt, weil sie dem Parlament internationale Verträge angeblich zu spät vorgelegt und sich nicht einsichtig gezeigt habe. Zwei Tage später wurde sie aus dem Amt entlassen. Georgiens Premierminister Surab Noghaideli warf ihr vor, mit dem Parlament auf „inakzeptable Weise“ umgegangen zu sein. Sie erklärte dagegen, sie sei von Mitgliedern der Regierungspartei vom ersten Tag im Amt an gemobbt worden. Clanpolitiker hätten absichtlich Minen gelegt, um sie aus dem Weg zu räumen.
Die Entlassung verursachte eine Regierungskrise. Der damalige Staatsminister für Konfliktlösungen Giorgi Chaindrawa kritisierte die Ablösung öffentlich als „falschen Schritt“. Surabischwili sei die „erfolgreichste Außenministerin Georgiens“, alle Vorwürfe gegen sie seien „inkompetent und zumeist falsch“ gewesen.

### Oppositionspolitikerin
Im November 2005 gründete Surabischwili die Organisation Salome Surabischwilis öffentliche Bewegung, in der sie Experten auf verschiedenen politischen Gebieten sammelte. Am 11. März 2006 gründete sie gemeinsam mit dem Parlamentsabgeordneten Gia Tortladse die politische Partei Georgiens Weg.
Ihren politischen Standort bezeichnet Surabischwili als Mitte-rechts. Sie warf Präsident Saakaschwili vor, sich von der Rosenrevolution abgewandt zu haben. Das georgische politische System kritisiert sie als ein De-facto-Einparteiensystem. Von anderen Oppositionspolitikern will sie sich jedoch darin unterscheiden, dass sie die Regierung nicht nur kritisiert, sondern eigene Konzepte vorlegt. Als einzige Oppositionspolitikerin begrüßte sie am 28. Juli 2006 eine umstrittene Polizeiaktion der georgischen Regierung in Abchasien und die Einsetzung der bislang in Tiflis residierenden abchasischen Exil-Regierung in der Kodori-Schlucht.
Im Zuge der georgischen Präsidentschaftswahlen 2008 sprachen sich Surabischwili und viele andere Oppositionspolitiker für die Einführung einer konstitutionellen Monarchie unter der Herrscherdynastie der Bagrationi aus, für die der Patriarch von Georgien, Ilia II, eingetreten war. „Ich habe immer eine konstitutionelle Monarchie als angemessene Regierungsform für Georgien unterstützt“, erklärte sie als Vorsitzende von Georgiens Weg', vor Reportern. Die Äußerungen erfolgen inmitten der politischen Konfrontation zwischen den Behörden und den Oppositionsparteien. Eine Gruppe von zehn Oppositionsparteien hatte eine Kampagne gestartet, die die Abschaffung des Präsidentenamtes und die Einführung eines parlamentarischen Regierungssystems forderte.
Mit ihrer Partei schloss sich Surabischwili im September 2007 dem oppositionellen Bündnis Vereinter Nationalrat an, das den Präsidentschaftskandidaten Lewan Gatschetschiladse nominierte. Gatschetschiladse beabsichtigte, sie dem Parlament als georgische Ministerpräsidentin vorzuschlagen, wenn er gewählt würde. Im November 2007 unterstützte sie die Massenproteste gegen die georgische Regierung in Tiflis. Obwohl Surabischwili in Georgien sehr angesehen ist, konnte sie sich politisch nicht etablieren. Bei den Stadtratswahlen in Tiflis am 5. Oktober 2006 gaben nur 2,77 % der Wähler der Partei ihr ihre Stimme. Noch im April 2006 hatten 23,1 % der Georgier in einer von der Wochenzeitung Kwiris Palitra veröffentlichten Meinungsumfrage erklärt, sie würden Surabischwili zur Präsidentin wählen.
Seit 2008 hat sich Surabischwili zunehmend der politischen Publikation zugewandt. In ihrem 2009 erschienenen Buch La tragédie géorgienne rechnete sie mit Präsident Saakaschwili ab. Sein Regime beschrieb sie als „eine Parodie der Demokratie“. Der Präsident entstamme dem „Ancien Régime“, habe eine KGB-Schule besucht, sei lange der Kronprinz Eduard Schewardnadses gewesen. In der Politik wende er stalinistische Machttechniken an. Unmittelbar vor den Parlamentswahlen in Georgien 2012 erneuerte sie ihre Kritik am Präsidenten, bezeichnete ihn als „Despoten“. Surabischwili gab im Sommer 2013 ihre Kandidatur für die Präsidentschaftswahl 2013 bekannt, wurde aber wegen ihrer doppelten Staatsbürgerschaft nicht zur Wahl zugelassen.
Zu den georgischen Parlamentswahlen im Oktober 2016 kandidierte Surabischwili als unabhängige Kandidatin. Dabei wurde sie jedoch von dem Parteienbündnis Georgischer Traum des Unternehmers und Politikers Bidsina Iwanischwili unterstützt. Das Parteienbündnis verzichtete in ihrem Wahlkreis in der Altstadt von Tiflis auf einen eigenen Kandidaten. Surabischwili gewann den Wahlkreis und zog als einzige unabhängige Abgeordnete in das Parlament ein.

### Georgische Präsidentin

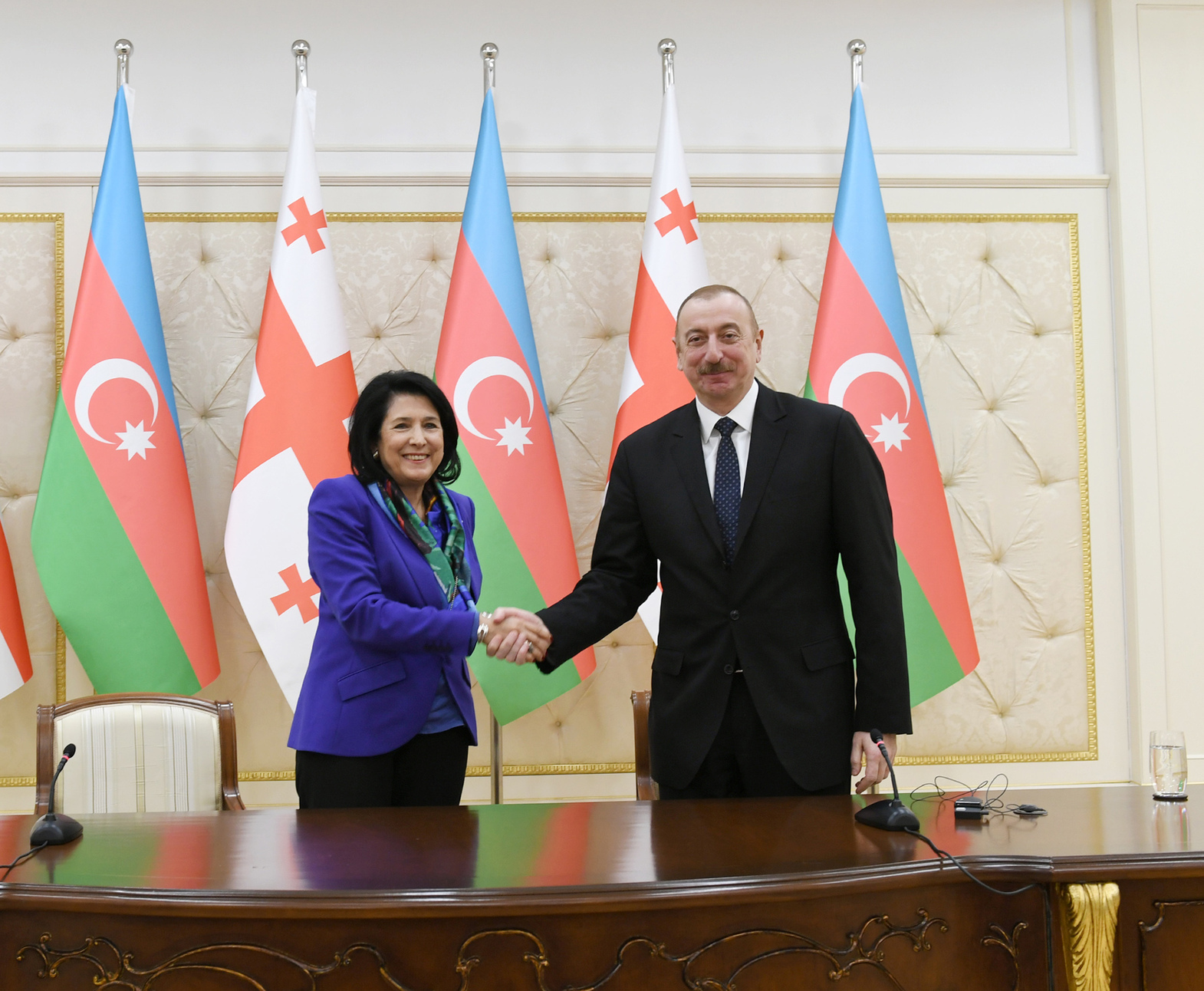
Surabischwili mit dem aserbaidschanischen Präsidenten İlham Əliyev (2019)

Surabischwili kandidierte zur Präsidentschaftswahl in Georgien 2018 am 28. Oktober 2018 erneut mit der Unterstützung des Parteienbündnisses Georgischer Traum. Drei Monate vor der Wahl setzte Georgischer Traum eine Gesetzesänderung durch, die ihre Kandidatur für Präsidentschaftswahlen mit zwei Staatsangehörigkeiten erlaubte, sobald sie die Abgabe ihrer zweiten, französischen Staatsangehörigkeit beantragt hatte.
Surabischwili lag in der ersten Runde der Wahl mit 38,6 % der abgegebenen Stimmen vor Grigol Waschadse (37,7 %). In einer Stichwahl im November des Jahres setzte sie sich schließlich mit 59,6 zu 40,4 % gegen ihn durch. Am 16. Dezember 2018 wurde Surabischwili als neue Präsidentin Georgiens vereidigt. In ihrer Rede zum Amtsantritt rief Surabischwili das Nachbarland Russland zur Einhaltung internationalen Rechts auf und kündigte an, Georgien werde weiterhin eine Mitgliedschaft in der EU und der NATO anstreben.
Angesichts des russischen Angriffskrieges auf die Ukraine im Jahr 2022 verwies Surabischwili im Interview mit dem Tagesspiegel auf Parallelen zum russischen Vorgehen in Georgien 2008, als man dort nahezu dasselbe durchgemacht habe, endend mit der Abtretung von zwei „unabhängigen“ Republiken, nämlich Südossetien und Abchasien. Georgien trage alle Resolutionen der internationalen Gemeinschaft mit, die Russland wegen des Kriegs gegen die Ukraine verurteilen. Hinsichtlich der westlichen Sanktionen gegen Russland sei man aber wegen der besetzten Gebiete und der Nichtzugehörigkeit zu NATO und Europäischer Union in einer besonderen Situation und habe nur begrenzte Möglichkeiten. Der Widerstand der Ukraine im Krieg gegen Russland habe Europa jedoch verändert und gezeigt, dass langwierige EU-Beitrittsprozesse nicht zu den Erwartungen der Länder passten, die wie Georgien den Beitritt wünschten.
Im September 2023 initiierte der Georgische Traum ein Amtsenthebungsverfahren gegen sie, da sie ohne Erlaubnis der Regierung auf Staatsbesuche ins Ausland gereist sei. Zuvor hatte es seit der russischen Invasion in die Ukraine bereits zunehmend Differenzen zwischen der Regierung und Surabischwili gegeben. Vertreter der Europäischen Union kritisierten das Vorgehen der Regierungspartei. Das Verfahren scheiterte am 18. Oktober 2023, da die für eine Amtsenthebung benötigte Zweidrittelmehrheit mit 86 von 150 Stimmen im Parlament verfehlt wurde.
Surabischwili legte im Mai 2024 ihr Veto gegen das umstrittene Mediengesetz ein. Das Mediengesetz wurde mit den Stimmen der Regierungspartei Georgischer Traum trotz massiver Proteste im Mai verabschiedet. Surabischwili reichte am 15. Juli 2024 beim Verfassungsgericht Klage gegen das umstrittene Gesetz ein.
Am 7. Oktober 2024 kündigte Parlamentspräsident Schalwa Papuaschwili die Einleitung eines erneuten Amtsenthebungsverfahrens gegen Surabischwili an, da sie mit ihren unautorisierten Auslandsbesuchen „kontinuierlich die Verfassung breche“.
Nach der, von Wahlmanipulationen geprägten, Parlamentswahl 2024 nominierte der Georgische Traum Micheil Kawelaschwili als Kandidaten für die Präsidentschaftswahl am 14. Dezember 2024. Für ihn stimmten 224 Mitglieder der 300-köpfigen Wahlversammlung. Er war der einzige Kandidat; Surabischwili und die Oppositionsparteien boykottierten die Abstimmung. Am 29. Dezember 2024 wurde er für das Amt als georgisches Staatsoberhaupt vereidigt. Surabischwili erkennt ihren Nachfolger nicht an und bezeichnete das Vorgehen im Parlament als Parodie. Sie räumte den Amtssitz, gibt das Amt jedoch, unterstützt durch zahlreiche Proteste, nicht auf.

## Auszeichnung
Surabischwili ist Mitglied der französischen Ehrenlegion und wurde mit dem Nationalen Verdienstorden der Französischen Republik – dem Ordre national du mérite – ausgezeichnet.

## Persönliches
Surabischwili spricht Französisch, Georgisch, Englisch, Italienisch, Deutsch und Russisch.
Sie hat aus ihrer ersten Ehe zwei Kinder und war in zweiter Ehe mit dem georgischen Journalisten und früheren sowjetischen Dissidenten Dschanri Kaschia (1939–2012) verheiratet.
Die französische Historikerin Hélène Carrère d’Encausse (1929–2023) war ihre Cousine.

## Schriften
- Une femme pour deux pays. B. Grasset, Paris 2006, ISBN 2-246-69561-9.
- Les cicatrices des Nations. L’Europe malade de ses frontières. Bourin, Paris 2008, ISBN 978-2-84941-075-2.
- La tragédie géorgienne 2003–2008. De la révolution des Roses à la guerre. B. Grasset, Paris 2009, ISBN 978-2-246-75391-9.
- L’Exigence démocratique. Pour un nouvel idéal politique, Bourin, Paris 2011, ISBN 978-2-84941-220-6.